# Häädemeeste (localidad)
Häädemeeste es la capital del municipio de Häädemeeste en el condado de Pärnu, Estonia, con una población censada a final del año 2011 de 692 habitantes. 
Se encuentra ubicada al suroeste del condado, cerca de la costa del golfo de Riga y de la frontera con Letonia.